# Svirce, Medveđa
Svirce (izvirno srbsko Свирце) je naselje v Srbiji, ki upravno spada pod Občino Medveđa; slednja pa je del Jablaniškega upravnega okraja.

## Demografija
V naselju živi 344 polnoletnih prebivalcev, pri čemer je njihova povprečna starost 32,8 let (32,3 pri moških in 33,3 pri ženskah). Naselje ima 109 gospodinjstev, pri čemer je povprečno število članov na gospodinjstvo 4,60.
|  |

| Demografija | Demografija     | Demografija     |
| Leto        | Št. prebivalcev | Št. prebivalcev |
| ----------- | --------------- | --------------- |
|             |                 |                 |
|             |                 |                 |
|             |                 |                 |
|             |                 |                 |
| 1948        | 1109            |                 |
| 1953        | 1217            |                 |
| 1961        | 1284            |                 |
| 1971        | 1299            |                 |
| 1981        | 1287            |                 |
| 1991        | 368             | 343             |
| 2002        | 523             | 501             |
|             |                 |                 |

| Etnična sestava po popisu iz leta 2002 | Etnična sestava po popisu iz leta 2002 | Etnična sestava po popisu iz leta 2002 | Etnična sestava po popisu iz leta 2002 | Etnična sestava po popisu iz leta 2002 |
| -------------------------------------- | -------------------------------------- | -------------------------------------- | -------------------------------------- | -------------------------------------- |
| Albanci                                | Albanci                                |                                        | 499                                    | 99,60%                                 |
| Neznano                                | Neznano                                |                                        | 0                                      | 0,0%                                   |